# Agrotis procellaris
Agrotis procellaris е изчезнал вид насекомо от семейство Нощни пеперуди (Noctuidae).

## Разпространение
Този вид е ендемичен за остров Лайсан в Северозападните Хавайски острови.